# 大阪府道15号八尾茨木線
大阪府道15号 八尾茨木線（おおさかふどう15ごう やおいばらきせん）は、大阪府八尾市から茨木市に至る主要地方道（大阪府道）である。

## 概要
名前からすると2つの都市を結ぶ幹線道路で、有料道路区間もあるが、住宅街の中などの狭い生活道路も多く、他の幹線道路で分断されるなど、つぎはぎだらけの道といった印象を受ける。所々に一方通行区間や自動車通行不能区間(該当区間は備考を参照)があるため、どちらの方向からでも自動車での全線走破はできない。
ただし、本道の指定ルートには根拠があり、東大阪市御厨付近から終点まで、さらに北の大阪府道46号茨木亀岡線の安威川沿い、大阪府道1号茨木摂津線の忍頂寺付近までは「枝切街道」とよばれる旧街道にほぼ忠実に沿っている。本道に沿って道幅の広いバイパスが供用されても指定区間の切り替えがされていない。
茨木市大住町附近から終点まで不自然に道が広がっているが、都市計画道路茨木寝屋川線の計画に沿ったもので、大住町から先の大阪府道19号茨木寝屋川線として指定される区間が未開通となっている。

### 路線データ
- 起点：大阪府八尾市恩智中町（国道170号交点）
- 終点：大阪府茨木市三咲町（国道171号交点）
- 整理番号59。

管理者
- 大阪府茨木土木事務所（茨木市 - 摂津市）
- 大阪府道路公社（鳥飼仁和寺大橋）
- 大阪府枚方土木事務所（寝屋川市 - 守口市 - 門真市）
- 大阪市建設局
- 大阪府八尾土木事務所（東大阪市 - 八尾市）

## 歴史
- 1982年（昭和57年）4月1日 - 建設省（現・国土交通省）が一般府道恩智吉田線、一般府道大阪枚岡奈良線の一部、一般府道布施仁和寺線、一般府道茨木仁和寺線を主要地方道八尾茨木線に指定[1]。
- 1983年（昭和58年）1月31日 - 大阪府が主要府道八尾茨木線（整理番号159）を認定。
- 1993年（平成5年）5月11日 - 建設省から、主要府道八尾茨木線が八尾茨木線として主要地方道に再指定される[2]。

## 路線状況

### 有料道路区間
- 鳥飼仁和寺大橋有料道路（寝屋川市仁和寺本町・摂津市鳥飼中 間）

### 別名
- 枝切街道（小阪街道・茨木街道）
- 花博道路（一部区間）
- 恩智街道（信貴山越：一部区間）
- 大阪東部新道線(島南口〜府道18号バイパス高柳交差点)

### 重複区間
- 大阪府道24号大阪東大阪線（東大阪市玉串元町・玉井交差点 - 玉串交差点）
- 大阪府道702号大阪枚岡奈良線（東大阪市吉田・英田農協前交差点 - 東大阪市御厨・御厨栄町交差点）
- 大阪府道161号深野南寺方大阪線（門真市桑才・三島大橋西詰 - 門真市桑才・桑才交差点）
- 国道1号（寝屋川市仁和寺本町・仁和寺本町交差点 - 寝屋川市仁和寺本町・新橋東交差点）
- 大阪府道14号大阪高槻京都線（十三高槻バイパス。茨木市島 地内）
- 大阪府道139号枚方茨木線（茨木市別院町 - 茨木市永代町）

## 地理

### 通過する自治体
- 八尾市
- 東大阪市
- 大阪市（鶴見区）
- 門真市
- 寝屋川市
- 摂津市
- 茨木市

### 交差する道路
八尾市

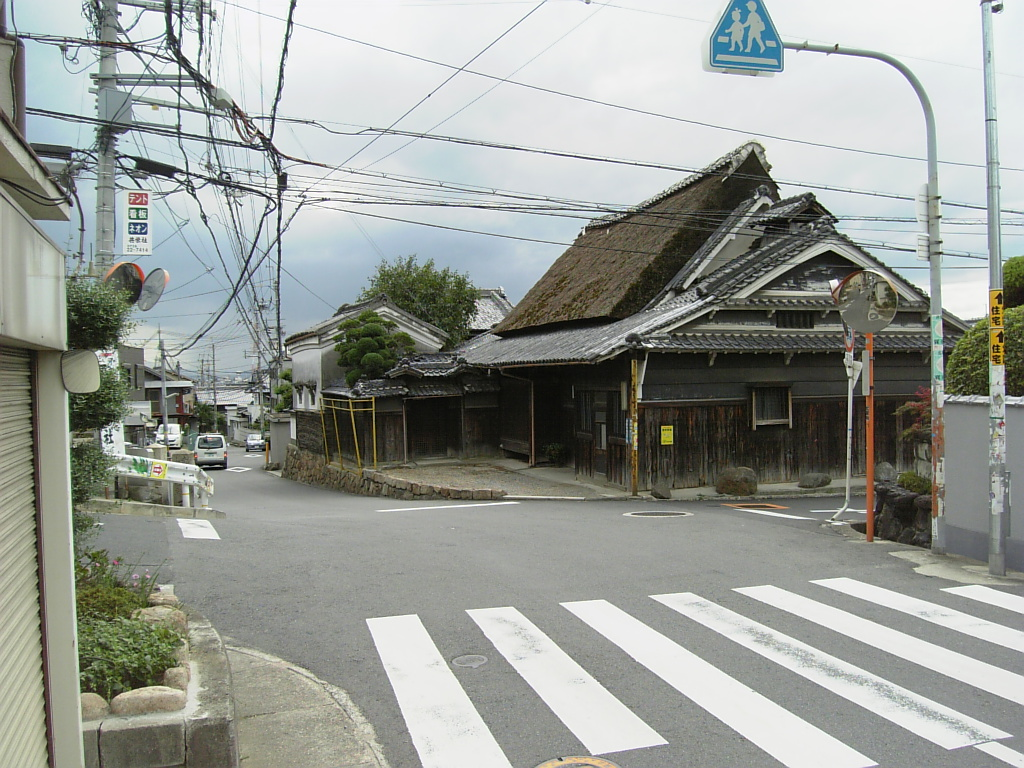
大阪府道15号線起点（本道は写真の四つ辻右方向。写真奥 - 手前方向は国道170号旧道）

- 国道170号・大阪府道20号（恩智中町地先・柏村交差点、起点）
- 大阪府道182号柏村南本町線（柏村橋交差点）
- 大阪府道181号山本黒谷線（高安駅前交差点）
- 大阪府道5号大阪港八尾線（五月橋交差点）

東大阪市
- 大阪府道24号大阪東大阪線（東大阪市玉串元町・玉井交差点）
- 大阪府道24号大阪東大阪線（東大阪市玉串元町・玉串交差点）
- 大阪府道702号大阪枚岡奈良線（東大阪市吉田・英田農協前交差点）
- 大阪府道21号八尾枚方線（菱江交差点）
- 大阪府道2号大阪中央環状線（意岐部東、意岐部西交差点）
- 大阪府道2号大阪中央環状線（旧道）（御厨交差点）
- 大阪府道702号大阪枚岡奈良線（東大阪市御厨・御厨栄町交差点）
- 国道308号（藤戸新田交差点）
- 大阪府道168号石切大阪線（徳庵橋交差点）

大阪市鶴見区
- 大阪府道2号大阪中央環状線（旧道）（諸口5丁目地先、迎賓館前交差点）
- 大阪府道8号大阪生駒線（浜3丁目地先）

門真市
- 大阪府道2号大阪中央環状線・国道1号第二京阪道路（花博記念公園口交差点）
- 大阪府道2号大阪中央環状線（ひえ島地先、ひえ島交差点）（※「ひえ」は草冠に稗）
- 大阪府道161号深野南寺方大阪線（門真市桑才・三島大橋西詰）
- 大阪府道161号深野南寺方大阪線（門真市桑才・桑才交差点）
- 国道163号（試験場入口交差点）
- 大阪府道158号守口門真線（御堂町地先）

守口市

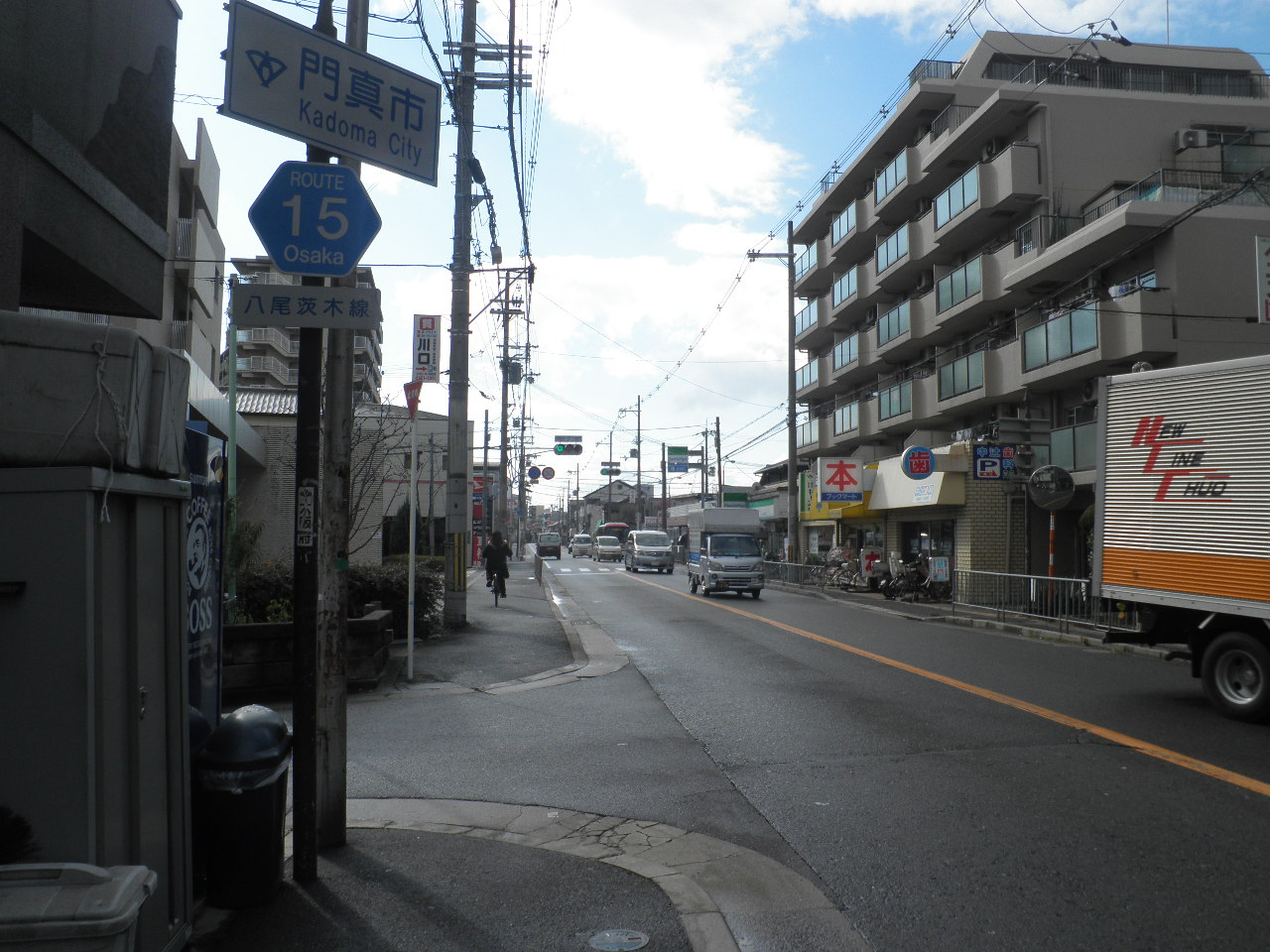
守口市と門真市の境界付近

- 大阪府道155号北大日竜田線（大久保町地先）

寝屋川市
- 大阪府道13号京都守口線・大阪府道18号枚方交野寝屋川線（仁和寺交差点）
- 国道1号（寝屋川市仁和寺本町・仁和寺本町交差点）
- 国道1号・大阪府道15号八尾茨木線 支線（寝屋川市仁和寺本町・新橋東交差点）

摂津市
- 大阪府道16号大阪高槻線（鳥飼中1西交差点）
- 大阪府道133号鳥飼八丁富田線（宮島橋南交差点）

茨木市
- 大阪府道14号大阪高槻京都線（十三高槻バイパス）・大阪府道143号沢良宜東千里丘停車場線（茨木市島・島1交差点）
- 大阪府道14号大阪高槻京都線（十三高槻バイパス。茨木市島）
- 大阪府道138号三島江茨木線（主原町地先）
- 大阪府道139号枚方茨木線（茨木市別院町）
- 大阪府道139号枚方茨木線（茨木市永代町）
- 大阪府道19号茨木寝屋川線（※未供用）（大住町附近）
- 国道171号（大阪府道14号大阪高槻京都線 重複）・大阪府道46号茨木亀岡線（西河原西交点、終点）

支線
- 大阪府道149号木屋門真線・大阪府道18号枚方交野寝屋川線バイパス（寝屋川市高柳・高柳2交差点）
- 大阪府道18号枚方交野寝屋川線（寝屋川市対馬江東町・対馬江東町東交差点）
- 大阪府道13号京都守口線・（寝屋川市宝町・新宝町交差点）
- 国道1号・大阪府道15号八尾茨木線（寝屋川市仁和寺本町・新橋東交差点）

### 沿線施設
| 鳥飼仁和寺大橋（大阪府摂津市-寝屋川市）  |  | 本道は八尾市内では玉串川に沿って通る。沿線は桜並木となっている。 |
| 鳥飼仁和寺大橋 （大阪府摂津市-寝屋川市） |  | 本道は八尾市内では玉串川に沿って通る。沿線は桜並木となっている。 |

※終点側より記す。
- 極楽湯茨木店
- 茨木市立茨木小学校（若干離れている）
- 真宗大谷派（東本願寺）茨木別院
- 近鉄バス茨木車庫
- 大阪府立茨木高等学校
- 茨木市立玉櫛小学校
- 大阪府中央卸売市場
- 新幹線鳥飼車両基地
- 摂津市立鳥飼小学校（若干離れている）
- 鳥飼仁和寺大橋
- 門真運転免許試験場
- 大阪府立門真西高等学校
- 大阪府立門真スポーツセンター
- 大阪府立茨田高等学校（若干離れている）
- 近畿車輛本社・工場（若干離れている）
- 東大阪市花園ラグビー場（若干離れている）
- 東大阪大学、敬愛高等学校（若干離れている）
- 近鉄河内花園駅
- 大阪府立山本高等学校
- 河内山本駅
- 八尾市立山本球場
- 近鉄高安検車区・高安検修センター
- 金光八尾中学校・高等学校

## 備考

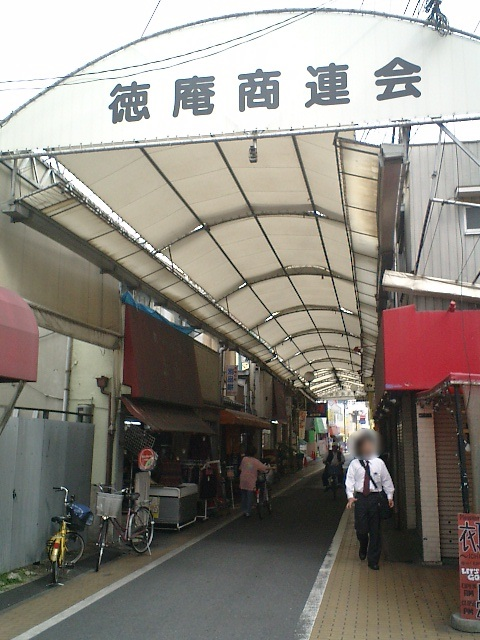
徳庵駅前商店街のアーケード。商店街内は本道を挟んで西側が大阪市鶴見区、東側が東大阪市となる。商店街内は自動車は北向きの一方通行。ここも府道15号である。

- 近鉄河内花園駅付近では、踏切の南は自動車通行不可の狭いアーケード商店街となっている。さらに、駅前北側の再開発ビルの建設により、踏切の北側は再開発ビルを東へ囲むように指定変更された。なお、西側にバス通りとなっている市道がある。この踏切は2014年9月に高架化されて無くなった。
- 大阪市鶴見区の徳庵橋北詰付近では指定部分が歩行者用階段と自転車用のスロープになっており、自動車は走行不可である。

## 関連記事
- 大阪府の府道一覧
- 怖道・腐道 ⇒ 酷道